# Cuneo Granda Volley 2018-2019
Questa voce raccoglie le informazioni riguardanti la Cuneo Granda Volley nelle competizioni ufficiali della stagione 2018-2019.

## Stagione
Nella stagione 2018-19 la Cuneo Granda Volley assume la denominazione sponsorizzata di Bosca San Bernardo Cuneo.
Partecipa per la prima volta alla Serie A1 dopo aver acquistato il titolo sportivo dal River; chiude la regular season di campionato al ottavo posto in classifica, qualificandosi per i play-off scudetto, dove viene eliminata ai quarti di finale dall'Imoco.

## Organigramma societario
Area direttiva
- Presidente: Diego Borgna

Area tecnica
- Allenatore: Andrea Pistola
- Allenatore in seconda: Domenico Petruzzelli
- Assistente allenatore: Fabio Genre

## Rosa
| N° | Nome               | Ruolo | Data di nascita   | Nazionalità sportiva |
| -- | ------------------ | ----- | ----------------- | -------------------- |
| 1  | Alessandra Baiocco | L     | 24 gennaio 1996   | Italia               |
| 2  | Wilma Salas        | S     | 9 marzo 1991      | Cuba                 |
| 6  | Srna Marković      | S     | 6 giugno 1996     | Austria              |
| 8  | Áurea Cruz         | S     | 10 gennaio 1982   | Porto Rico           |
| 9  | Anna Kaczmar       | P     | 26 settembre 1985 | Polonia              |
| 10 | Lise Van Hecke     | O     | 1º luglio 1992    | Belgio               |
| 11 | Sara Menghi        | C     | 18 maggio 1983    | Italia               |
| 12 | Francesca Bosio    | P     | 7 agosto 1997     | Italia               |
| 15 | Júlia Kavalenka    | O     | 2 marzo 1999      | Portogallo           |
| 16 | Jole Ruzzini       | L     | 25 febbraio 1984  | Italia               |
| 18 | Marina Zambelli    | C     | 1º gennaio 1990   | Italia               |
| 19 | Floriana Bertone   | C     | 19 novembre 1992  | Italia               |
| 23 | Giulia Mancini     | C     | 23 maggio 1998    | Italia               |

## Mercato
| Acquisti | Acquisti        | Acquisti           | Acquisti   |
| R.       | Nome            | da                 | Modalità   |
| -------- | --------------- | ------------------ | ---------- |
| P        | Francesca Bosio | Filottrano         | definitivo |
| S        | Áurea Cruz      | Sarıyer            | definitivo |
| P        | Anna Kaczmar    | Developres Rzeszów | definitivo |
| O        | Júlia Kavalenka | Terville Florange  | definitivo |
| S        | Srna Marković   | Adolfo Consolini   | definitivo |
| C        | Giulia Mancini  | Savino Del Bene    | definitivo |
| C        | Sara Menghi     | Olimpia Teodora    | definitivo |
| L        | Jole Ruzzini    | RC Cannes          | definitivo |
| S        | Wilma Salas     | Halkbank           | definitivo |
| O        | Lise Van Hecke  | Pesaro             | definitivo |
| C        | Marina Zambelli | Casalmaggiore      | definitivo |

| Cessioni | Cessioni              | Cessioni              | Cessioni   |
| R.       | Nome                  | a                     | Modalità   |
| -------- | --------------------- | --------------------- | ---------- |
| C        | Anna Aliberti         | Alba                  | definitivo |
| C        | Floriana Bertone      | Area Bra              | definitivo |
| S        | Enrica Borgna         | ?                     | definitivo |
| P        | Linda Bonifazi        | Montale               | definitivo |
| L        | Eleonora Bruno        | Wealth Planet Perugia | definitivo |
| L        | Giorgia Caforio       | Chieri '76            | definitivo |
| P        | Ludovica Dalia        | VolAlto Caserta       | definitivo |
| C        | Ludovica Guidi        | Soverato              | definitivo |
| C        | Federica Mastrodicasa | Savino Del Bene       | definitivo |
| S        | Valentina Re          | Lilliput              | definitivo |
| S        | María Segura          | Dresdner              | definitivo |
| O        | Tereza Vanžurová      | -                     | svincolata |

## Risultati

### Serie A1

#### Girone di andata
| 2ª giornata - 1º novembre 2018 PalaMaddalene, Chieri           | Chieri '76        | 1 - 3 | Cuneo Granda    | 34-36, 20-25, 25-11, 17-25        |
| 3ª giornata - 4 novembre 2018 PalaCastagnaretta, Cuneo         | Cuneo Granda      | 0 - 3 | UYBA            | 18-25, 15-25, 19-25               |
| 4ª giornata - 11 novembre 2018 PalaRadi, Cremona               | Casalmaggiore     | 3 - 1 | Cuneo Granda    | 25-18, 17-25, 25-16, 25-18        |
| 5ª giornata - 14 novembre 2018 PalaGeorge, Montichiari         | Millenium Brescia | 2 - 3 | Cuneo Granda    | 25-15, 25-27, 22-25, 25-18, 12-15 |
| 6ª giornata - 17 novembre 2018 PalaCastagnaretta, Cuneo        | Cuneo Granda      | 1 - 3 | Pro Victoria    | 24-26, 25-22, 19-25, 15-25        |
| 7ª giornata - 25 novembre 2018 Palazzetto dello sport, Bergamo | Bergamo           | 3 - 1 | Cuneo Granda    | 25-17, 22-25, 25-22, 25-21        |
| 8ª giornata - 2 dicembre 2018 PalaCastagnaretta, Cuneo         | Cuneo Granda      | 3 - 1 | San Casciano    | 25-19, 23-25, 25-21, 25-23        |
| 9ª giornata - 8 dicembre 2018 PalaBaldinelli, Osimo            | Filottrano        | 3 - 1 | Cuneo Granda    | 25-20, 15-25, 25-22, 25-16        |
| 10ª giornata - 16 dicembre 2018 PalaCastagnaretta, Cuneo       | Cuneo Granda      | 3 - 2 | Savino Del Bene | 16-25, 25-22, 28-26, 16-25, 15-7  |
| 11ª giornata - 23 dicembre 2018 PalaVerde, Villorba            | Imoco             | 3 - 0 | Cuneo Granda    | 25-18, 25-23, 25-12               |
| 12ª giornata - 26 dicembre 2018 PalaCastagnaretta, Cuneo       | Cuneo Granda      | 3 - 2 | AGIL            | 25-19, 25-21, 19-25, 23-25, 16-14 |
| 13ª giornata - 29 dicembre 2018 Centro Pavesi, Milano          | Club Italia       | 0 - 3 | Cuneo Granda    | 18-25, 21-25, 17-25               |

#### Girone di ritorno
| 2ª giornata - 9 gennaio 2019 PalaMaddalene, Chieri             | Cuneo Granda    | 3 - 1 | Chieri '76        | 25-22, 22-25, 25-15, 25-20        |
| 3ª giornata - 13 gennaio 2019 PalaCastagnaretta, Cuneo         | UYBA            | 3 - 0 | Cuneo Granda      | 25-18, 25-12, 25-18               |
| 4ª giornata - 27 gennaio 2019 PalaRadi, Cremona                | Cuneo Granda    | 3 - 1 | Casalmaggiore     | 18-25, 25-23, 26-24, 25-13        |
| 5ª giornata - 30 gennaio 2019 PalaGeorge, Montichiari          | Cuneo Granda    | 3 - 2 | Millenium Brescia | 20-25, 25-22, 22-25, 25-17, 17-15 |
| 6ª giornata - 10 febbraio 2019 PalaCastagnaretta, Cuneo        | Pro Victoria    | 3 - 2 | Cuneo Granda      | 32-34, 25-11, 22-25, 25-20, 15-9  |
| 7ª giornata - 17 febbraio 2019 Palazzetto dello sport, Bergamo | Cuneo Granda    | 3 - 1 | Bergamo           | 15-25, 25-20, 25-15, 25-22        |
| 8ª giornata - 24 febbraio 2019 PalaCastagnaretta, Cuneo        | San Casciano    | 3 - 0 | Cuneo Granda      | 25-21, 25-23, 25-22               |
| 9ª giornata - 3 marzo 2019 PalaBaldinelli, Osimo               | Cuneo Granda    | 3 - 0 | Filottrano        | 25-18, 25-15, 25-23               |
| 10ª giornata - 9 marzo 2019 PalaCastagnaretta, Cuneo           | Savino Del Bene | 0 - 3 | Cuneo Granda      | 25-27, 23-25, 21-25               |
| 11ª giornata - 16 marzo 2019 PalaVerde, Villorba               | Cuneo Granda    | 0 - 3 | Imoco             | 16-25, 27-29, 13-25               |
| 12ª giornata - 24 marzo 2019 PalaCastagnaretta, Cuneo          | AGIL            | 3 - 2 | Cuneo Granda      | 25-15, 25-18, 18-25, 23-25, 15-12 |
| 13ª giornata - 30 marzo 2019 Centro Pavesi, Milano             | Cuneo Granda    | 3 - 2 | Club Italia       | 20-25, 23-25, 25-13, 25-22, 16-14 |

#### Play-off scudetto
| Quarti di finale (gara 1) - 6 aprile 2019 PalaCastagnaretta, Cuneo | Cuneo Granda | 0 - 3 | Imoco        | 22-25, 19-25, 16-25 |
| Quarti di finale (gara 2) - 13 aprile 2019 PalaVerde, Villorba     | Imoco        | 3 - 0 | Cuneo Granda | 25-20, 26-24, 25-21 |

### Coppa Italia
| Quarti di finale (andata) - 16 gennaio 2019 PalaCastagnaretta, Cuneo | Cuneo Granda | 0 - 3 | AGIL         | 12-25, 16-25, 22-25        |
| Quarti di finale (ritorno) - 20 gennaio 2019 PalaTerdoppio, Novara   | AGIL         | 3 - 1 | Cuneo Granda | 25-23, 25-16, 13-25, 25-23 |

## Statistiche

### Statistiche di squadra
| Competizione | Punti | In casa | In casa | In casa | In trasferta | In trasferta | In trasferta | Totale | Totale | Totale |
| Competizione | Punti | G       | V       | P       | G            | V            | P            | G      | V      | P      |
| ------------ | ----- | ------- | ------- | ------- | ------------ | ------------ | ------------ | ------ | ------ | ------ |
| Serie A1     | 36    | 13      | 9       | 4       | 13           | 4            | 9            | 26     | 13     | 13     |
| Coppa Italia | -     | 1       | 0       | 1       | 1            | 0            | 1            | 2      | 0      | 2      |
| Totale       | -     | 14      | 9       | 5       | 14           | 4            | 10           | 28     | 13     | 15     |

G = partite giocate; V = partite vinte; P = partite perse

### Statistiche dei giocatori
| Giocatore    | Serie A1 | Serie A1 | Serie A1 | Serie A1 | Serie A1 | Coppa Italia | Coppa Italia | Coppa Italia | Coppa Italia | Coppa Italia | Totale | Totale | Totale | Totale | Totale |
| Giocatore    | P        | PT       | AV       | MV       | BV       | P            | PT           | AV           | MV           | BV           | P      | PT     | AV     | MV     | BV     |
| ------------ | -------- | -------- | -------- | -------- | -------- | ------------ | ------------ | ------------ | ------------ | ------------ | ------ | ------ | ------ | ------ | ------ |
| A. Baiocco   | 22       | 1        | 1        | 0        | 0        | 2            | 0            | 0            | 0            | 0            | 24     | 1      | 1      | 0      | 0      |
| F. Bertone   | 0        | 0        | 0        | 0        | 0        | -            | -            | -            | -            | -            | 0      | 0      | 0      | 0      | 0      |
| F. Bosio     | 25       | 28       | 14       | 11       | 3        | 2            | 0            | 0            | 0            | 0            | 27     | 28     | 14     | 11     | 3      |
| Á. Cruz      | 26       | 205      | 181      | 10       | 14       | 1            | 2            | 2            | 0            | 0            | 27     | 207    | 183    | 10     | 14     |
| A. Kaczmar   | 18       | 9        | 4        | 2        | 3        | 2            | 3            | 1            | 0            | 2            | 20     | 12     | 5      | 2      | 5      |
| J. Kavalenka | 3        | 20       | 17       | 2        | 1        | 1            | 0            | 0            | 0            | 0            | 4      | 20     | 17     | 2      | 1      |
| G. Mancini   | 20       | 53       | 34       | 12       | 7        | 2            | 5            | 1            | 3            | 1            | 22     | 58     | 35     | 15     | 8      |
| S. Marković  | 22       | 199      | 179      | 6        | 14       | 2            | 16           | 13           | 1            | 2            | 24     | 215    | 192    | 7      | 16     |
| S. Menghi    | 25       | 120      | 78       | 38       | 4        | 2            | 4            | 2            | 1            | 1            | 27     | 124    | 80     | 39     | 5      |
| J. Ruzzini   | 26       | 0        | 0        | 0        | 0        | 2            | 1            | 1            | 0            | 0            | 28     | 1      | 1      | 0      | 0      |
| W. Salas     | 25       | 252      | 224      | 21       | 7        | 2            | 21           | 20           | 1            | 0            | 27     | 273    | 244    | 22     | 7      |
| L. Van Hecke | 25       | 451      | 401      | 23       | 27       | 2            | 36           | 34           | 2            | 0            | 27     | 487    | 435    | 25     | 27     |
| M. Zambelli  | 25       | 210      | 166      | 40       | 4        | 2            | 9            | 9            | 0            | 0            | 27     | 219    | 175    | 40     | 4      |

P = presenze; PT = punti totali; AV = attacchi vincenti; MV = muri vincenti; BV = battute vincenti